# 氷川神社 (世田谷区喜多見)
氷川神社（ひかわじんじゃ）は、東京都世田谷区喜多見四丁目にある神社である。地名を冠して喜多見氷川神社（きたみひかわじんじゃ）とも称される。旧社格は郷社。旧喜多見村の鎮守。

## 祭神
祭神として須佐之男命を祀っている。

## 由緒
当神社は天平12年（740年）の創建と伝えられているが、室町時代に洪水などで神社にまつわる古文書など流失してしまっているため、詳細は分かっていない。古くは多摩川沿いにあったといわれている。
永禄13年（1570年）に江戸城からこの地の移り住んだ江戸氏の当主・江戸刑部頼忠が荒廃していた当神社を修復して祈願所としたといわれている。
江戸時代になり江戸氏は喜多見氏と改姓し、天和2年（1682年）喜多見氏の初代・喜多見若狭守勝忠により神領五石が寄進されたなど、現在の神社の礎が完成した。
承応3年（1654年）には、喜多見重恒・重勝兄弟が今に残る石の鳥居を寄進している。(世田谷区有形文化財)
また当神社の別当は華蔵院という寺院(明治初期に廃寺)であった。
明治時代になり、明治6年(1873年)には村社に列し、明治17年(1884年)に郷社に昇格した。大正に入り、1922年には社殿改築工事が始まり、1926年に完成した。
昭和63年(1988年)にはその社殿が焼失してしまうが、平成2年(1990年)に現社殿が再建され現在に至る。
また近隣の大蔵氷川神社・宇奈根氷川神社とともに三所明神社と称されている。

## 境内社
- 稲荷神社
- 天神社
- 大山祇神社
- 月讀神社
- 出雲神社
- 大鳥神社
- 祖霊社

出典: 

## 祭事
- 1月1日 - 元旦祭
- 成人の日 - 成人祭
- 2月3日 - 節分祭
- 2月 - 初午
- 2月17日 - 祈年祭
- 6月30日 - 大祓
- 10月 - 大祭
- 11月 - 七五三
- 11月23日- 新嘗祭
- 12月30日 - 大祓

## 文化財
- 節分祭行事と神前神楽（世田谷区指定無形民俗文化財。1983年指定）[3]
- 石鳥居一基（世田谷区指定有形文化財。石鳥居としては区内最古。1985年指定）[4]

## アクセス
- 〒157-0067 東京都世田谷区喜多見4-26-1
- 小田急小田原線・喜多見駅より徒歩約15分
- 小田急小田原線狛江駅よりバス(小田急バス)「喜多見住宅」下車徒歩約5分
- 小田急小田原線成城学園前駅または東急田園都市線・東急大井町線二子玉川駅よりバス(小田急・東急バス)「次大夫堀公園」下車徒歩約10分

## ギャラリー

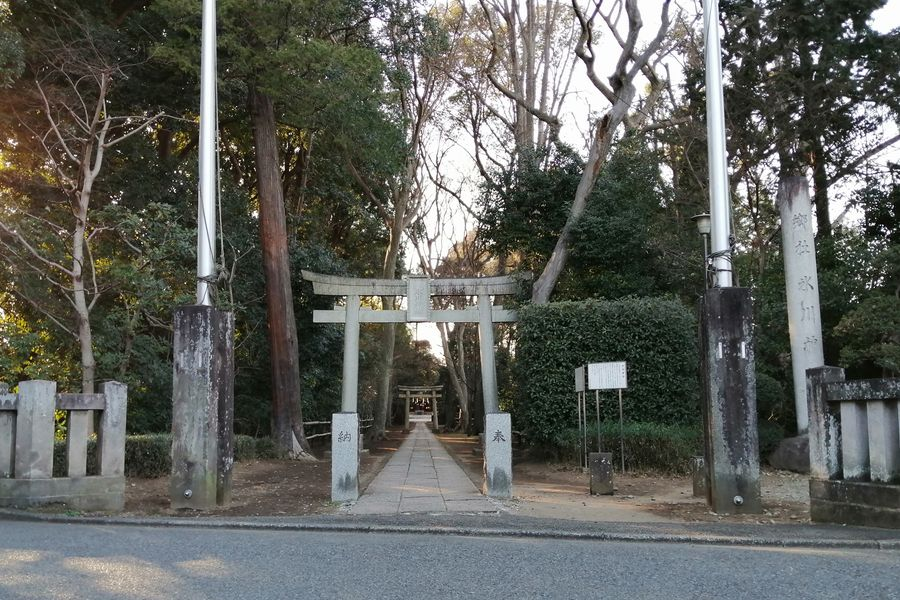
一の鳥居
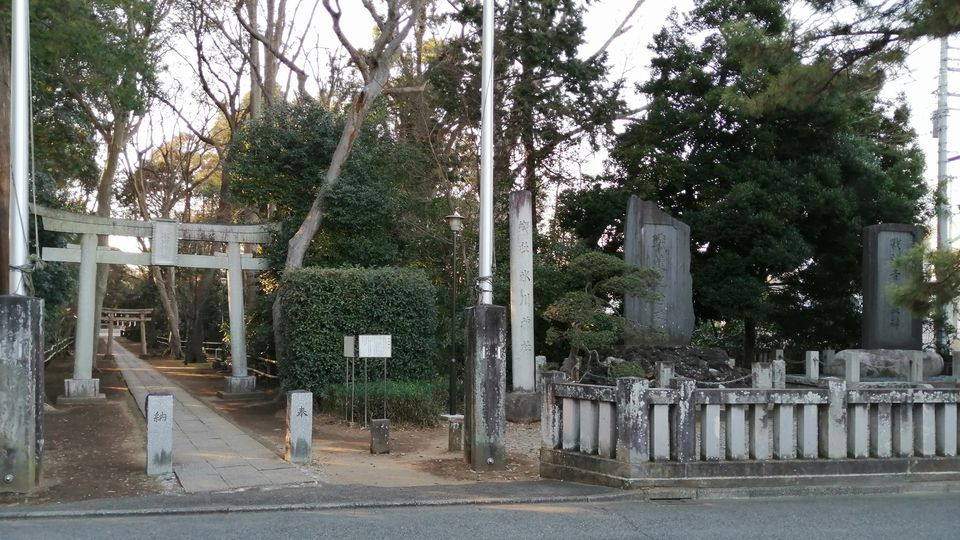
一の鳥居と石碑
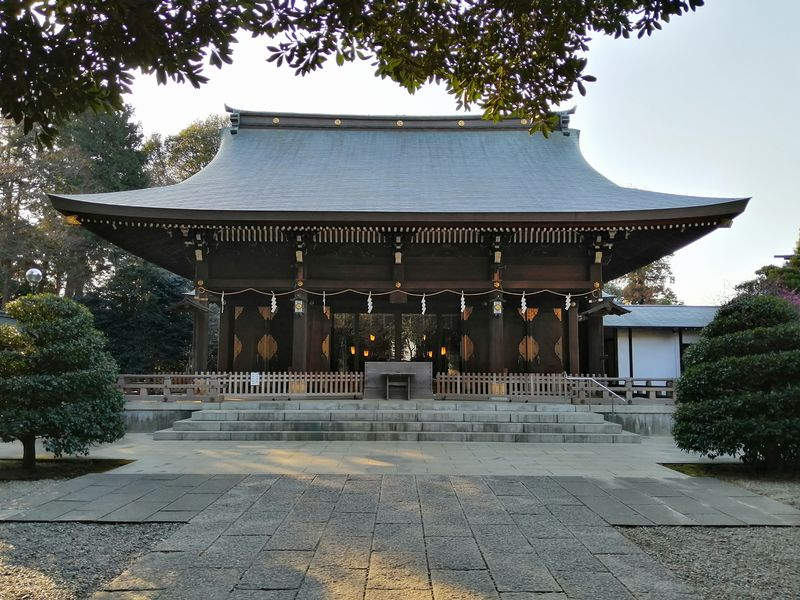
社殿
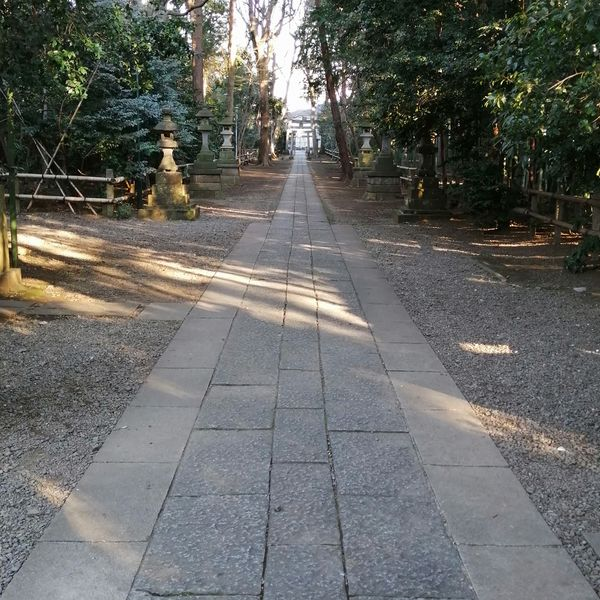
参道は約100mに及ぶ